# Косара
Косара је женско име словенског поријекла, у употреби углавном код Срба, Македонаца и Бугара.
Коријен имена је ријеч „коса“ и одражава жељу родитеља да кћер има бујну и лијепу косу, која је вјековима један од најизраженијих симбола женствености и женске љепоте. Косара је једно од најраније забиљежених словенских женских имена, које се данас изузетно ријетко даје дјевојчицама по рођењу.
- Најпознатија Косара у историји била је Теодора Косара, кћерка цара Самуила, а супруга Јована Владимира.

- Босанскохерцеговачки пјесник Мак Диздар био је надахнут словенским коријенима и једну пјесму је назвао Косара, а то име користи као персонификацију женствености и у другим пјесмама.

Имена изведена из Косара су Коса, Косана и Косанка.

## Косаре у Википедији
- Косара Бокшан
- Косара Цветковић